# Okara (produkt spożywczy)

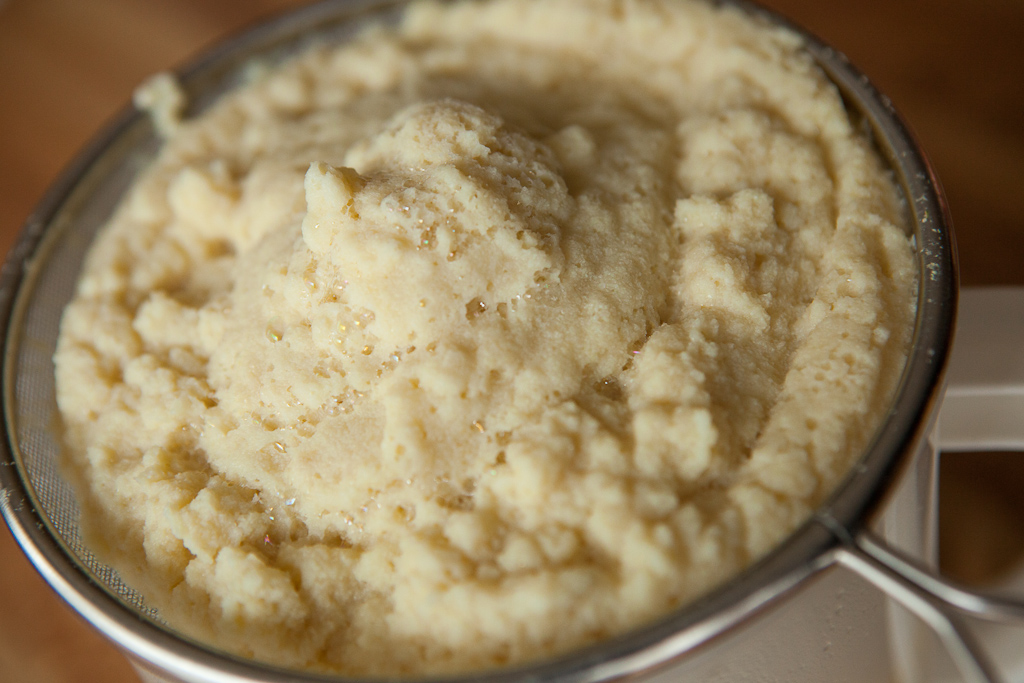
Okara

Okara (jap. おから, 御殻 o-kara; także: u-no-hana 卯の花 lub kirazu 雪花菜) – pulpa sojowa, jadalna pulpa oddzielona od mleka sojowego przy produkcji tofu. 

## Nazwa
W słowie o-kara „o-” i znak „御” pełnią rolę przedrostka honoryfikatywnego, a „kara” ze względu na swoją wieloznaczność fonetyczną jest mylące. Stąd używa się słów u-no-hana i kirazu.

## Opis
Jest surowcem w tradycyjnych kuchniach Japonii, Korei i Chin oraz w kuchni wegańskiej. Ma postać białawej, kremowo-żółtej papki do wykorzystania na świeżo. Nie jest zbyt smaczna, ale bardzo odżywcza. 

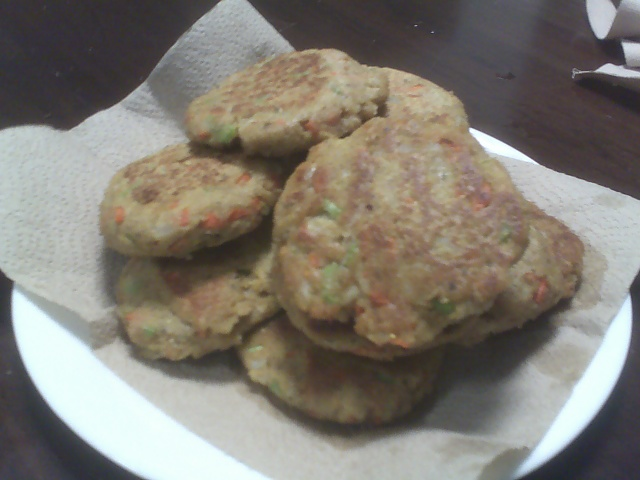
Wegańskie burgery z okara

Jest produktem niskokalorycznym (77 kcal na 100 g), bogatym w błonnik, potas, wapń i niacynę. Białko występuje w ilości 3,20 g na 100 g, porównywalnej do ciemnego ryżu i pełnego mleka krowiego.